# Randi Blehr

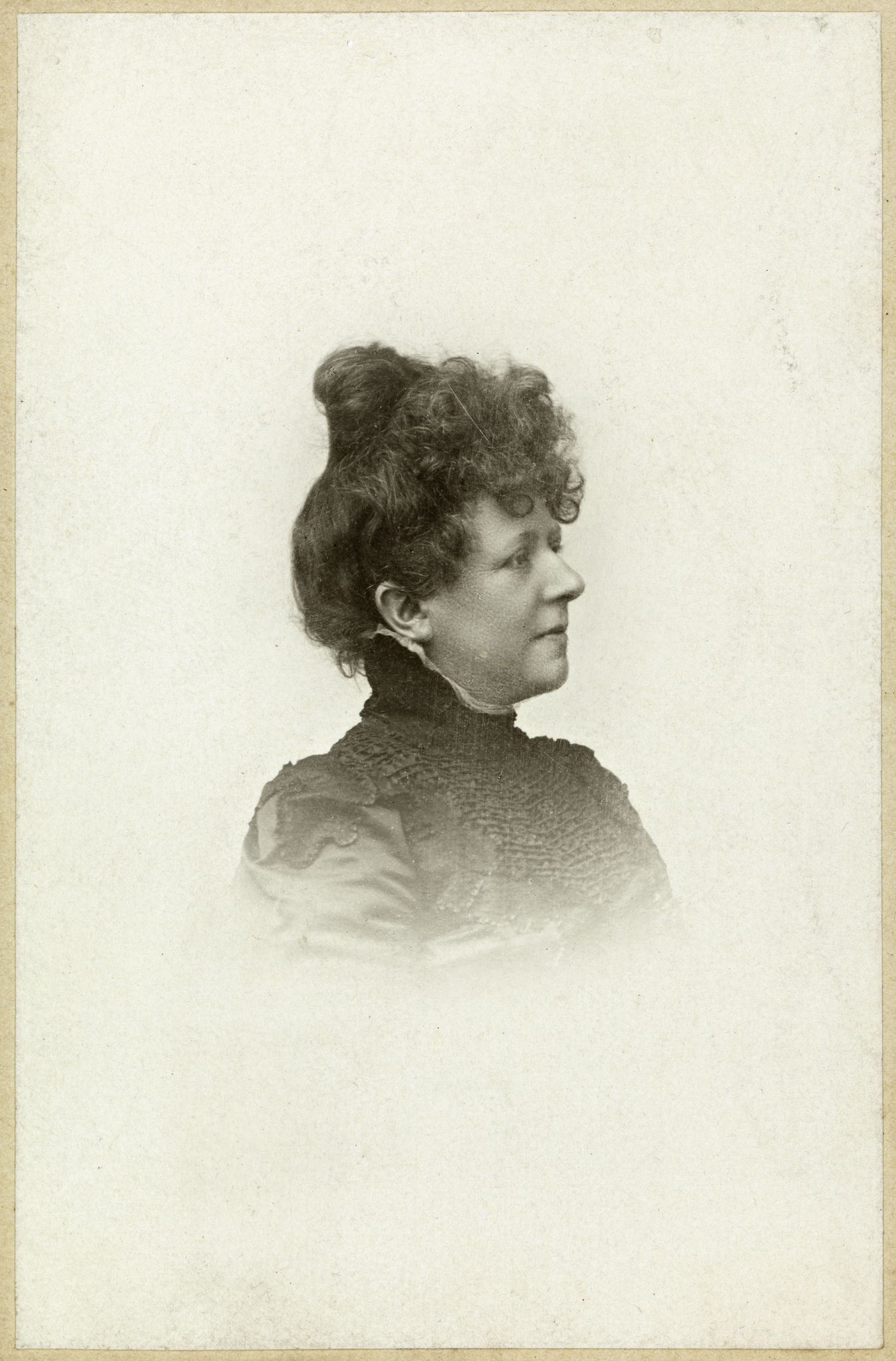
Randi Blehr

Randi Blehr (* 12. Februar 1851; † 13. Juni 1928) war eine norwegische Frauenrechtlerin, Pazifistin und liberale Politikerin. Sie war Präsidentin der Norsk Kvinnesaksforening (NKF) von 1895 bis 1899 und erneut von 1903 bis 1922 und war Mitbegründerin der humanitären Organisation Norske Kvinners Sanitetsforening (NKS). Sie wurde auch Präsidentin der Norske Kvinners Fredsforbund in 1903. Randi Blehr war mit dem norwegischen Ministerpräsidenten Otto Albert Blehr verheiratet und nahm repräsentative Aufgaben für Norwegen wahr. Zeit ihres Lebens galt sie als eine der einflussreichsten politischen Lobbyisten ihres Landes. Ihr Sohn Eivind Blehr war während des Zweiten Weltkriegs Minister für Industrie und Handel in der Marionettenregierung von Vidkun Quisling.

## Ehrungen
- Verdienstmedaille des Königs in Gold (1921)